# Парки Канадських Скелястих гір

Парки Канадських Скелястих гір

Парки Канадських Скелястих гір (англ. Canadian Rocky Mountain Parks World Heritage Site) — державні національні й провінційні парки-заповідники, розташовані в Канадських Скелястих горах.
Парки Канадських Скелястих Гір дуже гарні зимою коли вони вкриті снігом.
Канадські Скелясті гори — назва великої вервечки Скелястих гір зі своєрідним кліматичним і природним ландшафтом, які простягаються територією Канади — завдяки чому і стали популярним туристичним місцем.
До їх складу включені чотири національні парки Канади:
- Банф (національний парк)
- Джаспер (національний парк)
- Кутені (національний парк)
- Йохо (національний парк)

і три провінційних парки Британської Колумбії:
- Провінційний парк Гамбер
- Провінційний парк Маунт Ассінібойн
- Провінційний парк Маунт Робсон

Парки включають гори, льодовики та гарячі джерела, а також витоки основних річкових систем Північної Америки, наприклад:
- Північний Саскачеван (річка)
- Атабаска (річка)
- Колумбія (річка)
- Фрейзер (річка)

| Канада | Це незавершена стаття з географії Канади. Ви можете допомогти проєкту, виправивши або дописавши її. |

1. ↑  * Назва в офіційному англомовному списку